# Louis Lurvink
Louis Lurvink (* 24. ledna 2002) je švýcarský profesionální fotbalista, který hraje na pozici obránce za český klub FK Pardubice.

## Klubová kariéra
Lurvink debutoval 3. srpna 2020 v dresu Basileje při remíze 0:0 ve švýcarské Superlize s Lucernem.
Dne 28. ledna 2022 se Lurvink připojil k Schaffhausenu do konce sezóny s opcí na její prodloužení.
Dne 30. srpna 2024 podepsal Lurvink víceletou smlouvu s českým prvoligovým klubem FK Pardubice.